# Excursion dans la lune
Excursion dans la lune er en fransk stumfilm fra 1908 af Segundo de Chomón.